# Turzovská vrchovina
Turzovská vrchovina je slovenské pohoří rozprostírající se severně od údolí Kysuce až po státní hranici s Českou republikou. Nejvyšším vrcholem je Beskydek (953 m n. m.). V údolích tohoto pohoří je roztroušeno pro Kysuce typické kopaničářské osídlení. V oblasti se nacházejí přírodní rezervace Klokočovské skály, Malý Polom, Velký Polom a Polková.